# Sudeste Paranaense
Sudeste Paranaense è una mesoregione del Paraná in Brasile.

## Microregioni
È suddivisa in 4 microregioni:
- Irati
- Prudentópolis
- São Mateus do Sul
- União da Vitória